# ترارشته‌ای

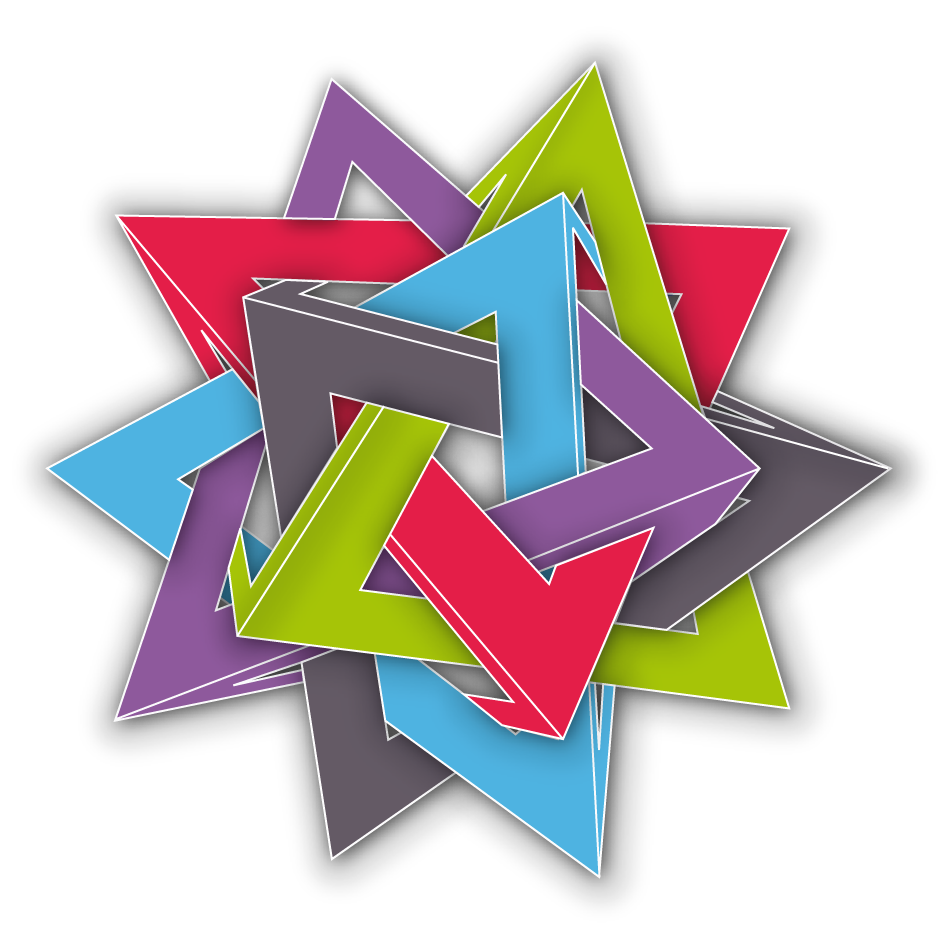
مرتبط

ترارشته‌ای (به انگلیسی: Transdisciplinarity) به یک استراتژی تحقیقاتی اشاره می‌کند که از بسیاری از مرزهای رشته‌ای عبور می‌کند تا رویکردی کل‌نگر ایجاد کند. این امر برای پژوهش‌های تحقیقاتی متمرکز بر مسائلی است که از مرزهای دو یا چند رشته عبور می‌کنند، مانند تحقیق در مورد سامانه‌های اطلاعاتی مؤثر برای تحقیقات زیست‌پزشکی (به بیوانفورماتیک مراجعه کنید)، و می‌تواند به مفاهیم یا شیوه‌هایی اشاره کند که در ابتدا توسط یک رشته توسعه داده شده‌اند، اما در حال حاضر توسط چندین رشتهٔ دیگر استفاده می‌شوند؛ مانند: قوم‌نگاری، که در ابتدا توسط روش تحقیق‌میدانی در انسان‌شناسی توسعه یافته بود. اما اکنون به‌طور گسترده توسط سایر رشته‌ها استفاده می‌شود. مجمع بلمونت توضیح می‌دهد که یک رویکرد ترارشته‌ای، ورودی‌ها و حوزهٔ استفاده آن را در میان جوامع ذینفع علمی و غیرعلمی امکان‌پذیر می‌کند و راهکردی سیستمیک برای رسیدگی به یک چالش را تسهیل می‌کند. این امر شامل ابتکاراتی است که از ظرفیت‌سازی مورد نیاز برای فرمول‌بندی موفق میان‌رشته‌ای و اجرای اقدامات تحقیقاتی پشتیبانی می‌کند.

## استفاده
ترارشته‌ای به دو معنای عام استفاده می‌شود:

### استفادهٔ آلمانی
در کشورهای آلمانی زبان، (به آلمانی: Transdisziplinarität) به ادغام اشکال مختلف تحقیق اشاره دارد و شامل روش‌های خاصی برای به اشتراک گذاری دانش در حل مسئله است. کنفرانسی در سال ۲۰۰۳ میلادی که در دانشگاه گوتینگن برگزار شد، معانی گوناگونی چون، بین‌رشته‌ای و ترارشته‌ای را به نمایش گذاشت و پیشنهاداتی برای همگرایی آنها بدون حذف کاربردهای فعلی ارائه کرد.
هنگامی که ماهیت یک مشکل مورد مناقشه است، ترارشته‌ای می‌تواند به تعیین مرتبط‌ترین مشکلات و سؤالات تحقیقی درگیر کمک کند. اولین نوع سؤال به علت مشکلات فعلی و توسعهٔ آینده آن‌ها (دانش سیستم) مربوط می‌شود. نگرانی دیگر این است که از کدام ارزش‌ها و هنجارها می‌توان برای شکل‌دادن به اهداف فرایند حل مسئله (دانش هدف) استفاده کرد. مورد سوم به چگونگی تغییر و بهبود وضعیت مشکل‌ساز مربوط می‌شود (دانش دگرگونی). ترارشته‌ای مستلزم پرداختن کافی به پیچیدگی مشکلات و تنوع برداشت‌ها از آنها است، اینکه دانش انتزاعی و مورد خاص به هم مرتبط هستند و این که شیوه‌ها باعث ارتقای سود عمومی می‌شوند.
ترارشته‌ای بودن زمانی به وجود می‌آید که کارشناسان شرکت‌کننده در یک بحث و گفت‌وگوی آزاد با هم تعامل داشته باشند و به هر دیدگاه، وزن یکسانی بدهند و آن‌ها را با یکدیگر مرتبط کنند. این امر به دلیل حجم بالای اطلاعات درگیر، و به دلیل غیرقابل مقایسه بودن زبان‌های تخصصی در هر زمینهٔ تخصصی دشوار است. برای برتری در این شرایط، پژوهشگران نه تنها به دانش و دانش عمیق رشته‌های درگیر نیاز دارند، بلکه به مهارت‌هایی در اعتدال، میانجیگری، همراهی و انتقال نیاز دارند.

### استفادهٔ گسترده‌تر
ترارشته‌ای همچنین برای نشان دادن وحدت دانش، فراتر از رشته‌ها استفاده می‌شود.
ژان پیاژه استفاده از این واژه را در سال ۱۹۷۰ میلادی معرفی کرد و در سال ۱۹۸۷میلادی، مرکز بین‌المللی تحقیقات ترارشته‌ای (CIRET) منشور ترارشته‌ای را در اولین کنگرهٔ جهانی ترارشته‌ای، (صومعه بانوی ما آرابیدا، پرتغال، نوامبر ۱۹۹۴ میلادی) به تصویب رساند.
در رویکرد CIRET، ترارشته‌ای بودن از میان‌رشته‌ای بودن کاملاً متمایز است. میان‌رشته‌ای، مانند چندرشته‌ای، به انتقال روش‌ها از یک رشته به رشتهٔ دیگر مربوط می‌شود که به پژوهش اجازه می‌دهد از مرزهای رشته‌ای عبور کند، اما در چارچوب تحقیقات انضباطی باقی بماند.
همان‌طور که پیشوند «ترانس» نشان می‌دهد، ترارشته‌ای به چیزی مربوط می‌شود که به‌طور همزمان بین رشته‌ها، در سراسر رشته‌های مختلف و فراتر از هر رشتهٔ فردی قرار دارد. هدف آن درک جهان کنونی است که یکی از ضروریات آن وحدت فراگیر معرفت است.
یکی دیگر از مشخصه‌های تعیین‌کنندهٔ حیاتی تحقیقات ترارشته‌ای، گنجاندن ذینفعان در تعریف اهداف و راهبردهای پژوهشی به منظور ترکیب بهتر انتشار دانش تولید شده توسط پژوهش است. همکاری بین ذینفعان ضروری تلقی می‌شود؛ نه صرفاً در سطح همکاری علمی یا انضباطی، بلکه از طریق همکاری فعال با افرادی که تحت تأثیر تحقیقات و ذینفعان جامعه محور هستند. به این ترتیب، همکاری بین رشته‌ای به‌طور منحصر به فردی قادر به درگیر شدن با روش‌های مختلف شناخت جهان، تولید دانش جدید و کمک به ذینفعان برای درک و ترکیب نتایج یا دروس آموخته شده به واسطهٔ تحقیق می‌شود.
باساراب نیکولسکو از طریق سه اصل روش‌شناختی، ترارشته‌ای را تعریف می‌کند: وجود سطوح واقعیت، منطق گنجاندهٔ میانی و پیچیدگی. در حضور چندین سطح از واقعیت، فضای بین رشته‌ها و فراتر از رشته‌ها پر از اطلاعات است. تحقیقات رشته‌ای حداکثر به یک سطح از واقعیت مربوط می‌شود. علاوه بر این، در بیشتر موارد فقط به قطعات یک سطح از واقعیت مربوط می‌شود. برعکس، ترارشته‌ای بودن به پویایی‌های ناشی از کنش چندین سطح واقعیت در آن واحد مربوط می‌شود. کشف این پویایی‌ها لزوماً از دانش رشته‌ای می‌گذرد. ترارشته‌ای با تحقیقات رشته‌ای تغذیه می‌شود، در حالی که یک رشتهٔ جدید یا یک ابررشتهٔ جدید نیست؛ به نوبهٔ خود، تحقیقات رشته‌ای نیز با دانش ترارشته‌ای به شیوه‌ای نوین، بارور و روشن می‌شود. از این نظر، تحقیقات رشته‌ای و ترارشته‌ای در تضاد با هم نیستند، بلکه مکمل هم هستند. همان گونه که در مورد رشته‌شناسی نیز تحقیقات ترارشته‌ای متضاد نیستند، بلکه مکمل تحقیقات چندرشته‌ای و میان‌رشته‌ای هستند.

به عقیدهٔ نیکولسکو، با این حال، ترارشته‌ای بودن به‌دلیل هدفش، یعنی درک دنیای کنونی، که در چارچوب تحقیقات رشته‌ای قابل انجام نیست، به‌طور بنیادی از چند رشته‌ای و میان‌رشته‌ای متمایز است.[نیازمند منبع] هدف چندرشته‌ای و میان‌رشته‌ای همیشه در چارچوب تحقیقات رشته‌ای باقی می‌ماند. اگر ترارشته‌ای اغلب با میان‌رشته‌ای یا چندرشته‌ای اشتباه گرفته می‌شود (و به همین دلیل، متذکر می‌شویم که میان‌رشته‌ای نیز اغلب با چندرشته‌ای اشتباه گرفته می‌شود) این تا حد زیادی با این واقعیت توضیح داده می‌شود که هر سه مرز بین رشته‌ای فرو ریخته‌اند. مدافعان معتقدند که این سردرگمی پتانسیل عظیم ترارشته‌ای را پنهان می‌کند. یکی از شناخته شده‌ترین متخصصان ترارشته‌ای در آرژانتین پابلو تیگانی است و دیدگاه او دربارهٔ ترارشته‌ای چنین است:
هنر ترکیب چند علم در یک شخص است. ترارشته‌ای دانشمندی است که در رشته‌های مختلف دانشگاهی آموزش دیده‌است. این شخص تمام دانش خود را در یک سیم ضخیم ادغام کرد. از آن سیم ضخیم دانشِ واحد برای حل مسائلی استفاده می‌شود که شامل بسیاری از مشکلات است. تصمیم یک مجری ترارشته‌ای تنها تصمیمی است که حل کلی یک مشکل را بدون رها کردن هیچ رشته سیمی گرفته می‌شود. "پابلو تیگانی"
در حال حاضر، ترارشته‌ای یک رشتهٔ دانشگاهی تلفیقی است که به تحقیقات کاربردی جدید، به ویژه در آمریکای لاتین و کارائیب منجر شده‌است. از این نظر، تحقیقات ترارشته‌ای و زیست‌تقلیدِ خاویر کولادو در رشتهٔ تاریخ بزرگ، بیانگر یک دانش بوم‌شناسی میان دانش علمی و خرد اجدادی مردمان بومی، مانند بومیان در اکوادور است. به گفتهٔ کولادو، روش‌شناسی ترارشته‌ای به کار رفته در زمینهٔ رشتهٔ تاریخ بزرگ به دنبال درک ارتباطات متقابل نژاد بشر با سطوح مختلف واقعیت است که در طبیعت و کیهان وجود دارند و این شامل تجربیات عرفانی و معنوی می‌شود. در آیین‌های شمنیسم همواره آیاهواسکا و سایر گیاهان مقدس بسیار حضور دارند. به‌طور انتزاعی، تدریس تاریخ بزرگ در دانشگاه‌های برزیل، اکوادور، کلمبیا و آرژانتین متضمن دیدگاهی ترارشته‌ای است که معرفت‌های متنوعی را که در میان و فراتر از رشته‌های علمی قرار دارند ادغام و متحد می‌کند از جمله خرد اجدادی، معنویت، هنر، عواطف، تجربیات عرفانی و دیگر ابعاد فراموش شده در تاریخ علم به ویژه با رویکرد اثبات‌گرایی.

## آموزش ترارشته‌ای
آموزش ترارشته‌ای آموزشی است که از ادغام رشته‌های مختلف، به شیوه‌ای هماهنگ برای ساختن دانش جدید و ارتقای فراگیر به حوزه‌های بالاتری از توانایی‌های شناختی و دانش و مهارت‌های پایدار به ارمغان می‌آورد. این امر مستلزم شبکهٔ عصبی برتر برای یادگیری مادام العمر است (سندیا، ۲۰۱۹).
ترارشته‌ای بودن در سطح بین‌المللی به عنوان یک هدف مهم آموزش مورد توجه قرار گرفته‌است. به عنوان مثال: مجلهٔ آموزش جهانی، یک مجلهٔ بین‌المللی تحت حمایتِ یونسکو و کمیساریای عالی پناهندگان سازمان ملل متحد:
«ترارشته‌ای نشانگر جوانه‌ای است که می‌تواند رشد درون‌زای روح تکاملی آگاهی انتقادی درونی را ارتقا دهد، جایی که دین و علم مکمل یکدیگر هستند. احترام، همبستگی و همکاری باید استانداردهای جهانی برای کل توسعهٔ بشری بدون مرز باشند. این امر مستلزم تغییر اساسی در مدل‌های هستی شناختی توسعهٔ پایدار، آموزش جهانی و جامعهٔ جهانی است. ما باید بر به رسمیت شناختن کثرت مدل‌ها، فرهنگ‌ها و تنوع اجتماعی-اقتصادی تکیه کنیم. همان گونه که تنوع زیستی راهی برای ظهور گونه‌های جدید است، تنوع فرهنگی نیز نشانگر پتانسیل خلاق جامعهٔ جهانی است».

## تأثیر در رشته‌ها و زمینه‌ها

### هنر و علوم انسانی
تأثیرات ترارشته‌ای را می‌توان در هنر و علوم انسانی نیز یافت. برای مثال: دانشکدهٔ سیاره‌ای به دنبال «توسعهٔ گفتمان ترارشته‌ای در همگرایی هنر، علم، فناوری و تحقیقات هوشیاری» است. همچنین گروه تحقیقاتی علوم هنرهای زیبا (PSA)، در حال توسعهٔ رویکردهای ترارشته‌ای دربارهٔ روابط علوم انسانی و علوم بنیادی و همچنین حوزهٔ هنر و علم است.

### علوم انسانی
دامنهٔ ترارشته‌ای بودن زمانی مشخص می‌شود که چهار سؤال اصلی تحقیقات بیولوژیکی شامل: (۱) علیت، (۲) رشدشناسی، (۳) سازگاری، (۴) تبارزایی [نیکلاس تینبرگن ۱۹۶۳، به چهار سؤال تینبرگن نیز مراجعه کنید. همچنین رجوع کنید به: ارسطو: علیت / چهار علت اصلی] در برابر سطوح متمایز تحلیل نمودار شود. (به عنوان مثال سلول، اندام، فرد، گروه؛ [ر.ک. «قوانین در مورد سطوح پیچیدگی» نیکولای هارتمن ۱۹۴۰/۱۹۶۴، همچنین رجوع کنید به: روپرت ریدل ۱۹۸۴]).
|        | علیت | آنتوژنی (رشدشناسی) | سازگاری | فیلوژنی (تبازایی) |
| مولکول |      |                    |         |                   |
| سلول   |      |                    |         |                   |
| عضو    |      |                    |         |                   |
| فرد    |      |                    |         |                   |
| گروه   |      |                    |         |                   |
| جامعه  |      |                    |         |                   |

در این «طرح ترارشته‌ای»، همهٔ رشته‌های انسان‌شناسی (بند ج: فایل pdf را ببینید)، سؤالات آن‌ها (بند الف: فایل pdf را ببینید) و نتایج (بند ب: فایل pdf را ببینید) را می‌توان در هم آمیخت و به یکدیگر تخصیص داد. برای مثال نحوهٔ واردکردن این جنبه‌ها به جعبه‌های کوچک در ماتریس، جدول را ببینید. جدول "چارچوب تحقیقات مردم‌شناسی" (بایگانی شده از نسخه اصلی در ۲۰۱۴-۰۷-۰۷). این نمودار شامل تمام حوزه‌های تحقیقات مردم‌شناسی است (هیچ‌کس مستثنی نیست). این نقطهٔ آغازی برای نظم سیستماتیک برای همهٔ علوم انسانی است و همچنین منبعی برای شبکه‌سازی و ساختاردهی ثابت نتایج آنها است. این چارچوب جهت‌گیری «زیستی-روانی-اجتماعی» مبنایی برای توسعهٔ «نظریه بنیادی علوم انسانی» و برای یک اجماع ترارشته‌ای است. (در این ماتریس جهت‌گیری جدول‌بندی شده سوالات و سطوح مرجع با حروف کج نیز موضوع علوم انسانی است). نیکلاس تینبرگن با هر دو مقولهٔ مفهومی (یعنی چهار سؤال اصلی تحقیقات بیولوژیکی و سطوح تجزیه و تحلیل) آشنا بود، جدول‌بندی توسط گرهارد مدیکوس تهیه شد. مطمئناً دیدگاه اومانیستی همواره متضمن تمرکز ترارشته‌ای است. یک نمونه خوب و کلاسیک از آمیختن علوم بسیار متفاوت، کاری بود که توسط لایبنیتس در قرن هفدهم و هجدهم میلادی به منظور ایجاد یک نظام جهانی عدالت توسعه یافت.